# Universo de Duna
Duna é um universo ficcional criado por Frank Herbert para a série de seis livros iniciada em Duna. Posteriormente o universo viria a ser alargado nos livros de Kevin J. Anderson e Brian Herbert assim como em obras noutras plataformas, tais como jogos de RPG e de tabuleiro.
As trilogias escritas recentemente por Kevin J. Anderson e Brian Herbert ainda não foram publicadas em português e por isso seus títulos aqui estão em inglês, acompanhados de tradução não-oficial.

## Resumo da acção
A acção no Universo de Duna desenrola-se num período de dezassete-mil anos. Grandes mudanças políticas e demográficas ocorrem nesse tempo, no entanto a maior parte da acção desenvolve-se em seis alturas específicas.
- A Jihad Butleriana
- O Império dos Corrino
- A luta dos Atreides
- A queda do Imperador-Deus Leto II
- O regresso da humanidade
- A aliança entre Bene Gesserit e as Honored Matres.

## Livros associados

### As Lendas de Duna
As Lendas de Duna é uma trilogia sobre o conflito secular entre os humanos e as máquinas inteligentes lideradas por Omnius - O Omnipresente. Esta trilogia narra a origem do desentendimento entre a casa Atreides e Harkonnen, a história do desenvolvimento do escudo de Tio Holtzman e da navegação pela dobra do espaço, o estabelecimento do império pela casa Corrino e os peregrinos Zensunni que escapam da escravidão e voam para o deserto de Arrakis. Também vemos o surgir das grandes escolas como os Mentats, as Bene Gesserit, os médicos Suk e os mestres de armas.
Paralelamente a todos os desenvolvimentos, vemos como é que a especiaria 'melange' se torna no instrumento mais precioso da humanidade, não só pela forma como permite o surgir dos super-humanos e o desenvolvimento das grandes escolas, mas pela forma como garante à humanidade uma vantagem decisiva no conflito. A trilogia Lendas de Duna ocorre cerca de 10 000 anos antes do clássico de Duna que narra a ascensão de Paul Atreides.

#### The Butlerian Jihad(A Jihad Butleriana)
Parte dos planetas conhecidos como mundos sincronizados estão dominados pelas máquinas pensantes, e os humanos estão escravizados. Existem os planetas da Liga onde os humanos ainda têm liberdade e se defendem contra o avanço das máquinas. Inicia-se uma guerra santa a partir de Serena Butler, capturada em Giedi Prime e mantida prisioneira por Erasmus, a maquina pensante independente, na Terra.

#### The Machine Crusade(A Cruzada das Máquinas)
Duas décadas após os eventos de A Jihad Butleriana, a guerra continua indefinida. Os Cymeks liderados por Agamemnon têm planos de recuperar o poder que Omnius tirou. Aurelius Venport e Norma Cenva estão prestes a descobrir uma maneira de viajar instantaneamente para qualquer lugar no galáxia através da dobra do espaço. Selim, o cavaleiro de vermes, e seu bando chegam ao planeta Arrakis e tornam-se uma força conhecida como Fremen.

#### The Battle of Corrin(A Batalha de Corrin)
Após a morte de Serena Butler o Jihad entra na sua fase mais sangrenta e os mundos sincronizados são libertados um a um. Porém, Omnius, já cercado no último planeta sincronizado, liberta uma praga que dizima os humanos planeta após planeta. É neste capítulo que o Universo conhecido em Duna começa a se formar, nomeadamente a dependência da especiaria melange, as grandes escolas e os grandes tabus sobre a inteligência artificial.

### Os Prelúdios de Duna
Os Prelúdios de Duna narram os eventos que ocorrem algumas décadas antes dos eventos ocorridos em Duna e que marcam a ascensão de Paul Atreides. Esta trilogia aborda a juventude de Leto Atreides, pai de Paul Atreides e o desenrolar das conspirações dos Corrino e dos Harkonnen para a queda da Casa Atreides.

#### House Atreides(Casa Atreides)
Este capítulo narra o universo cerca de 10 000 anos após a batalha de Corrin onde as máquinas foram derrotadas. O papel desempenhado por Vorian Atreides da batalha de Corrin contra as máquinas já foi largamente esquecido e a casa Atreides caiu na obscuridade. Da amizade entre os jovens Leto Atreides e Rhombur Vernius irá nascer uma aliança para durar. 

#### House Harkonnen(Casa Harkonnen)
Neste capítulo iremos conhecer as diversas conspirações em curso no império: A busca pela especiaria melange artificial (que leva à queda da casa de IX e ao asilo de Rhombur Vernius em Caladan) por parte do imperador; A busca pelo poder pelo filho bastardo do imperador; A busca pelo Kwisatz Haderach por parte da escola Bene Gesserit.

#### House Corrino(Casa Corrino)
Esta capítulo relata a ascensão do agora duque Leto Atreides (após a morte do seu pai), auxiliado pelo mentat-assassino Thufir Hawat, pelo guerreiro-trovador Gurney Halleck e pelo guerreiro Duncan Idaho. É neste capítulo que chega a Caladan a nova concubina de Leto Atreides, a Lady Jessica. Com uma agenda escondida de conceber uma herdeira da casa Atreides, a sua paixão por Leto e as suas acções irão mudar para sempre a humanidade

## Livros de Duna (em ordem cronológica ficcional)
(todos por Kevin J. Anderson e Brian Herbert)

### Prelude to Dune
- Dune: House Atreides (1999)
- Dune: House Harkonnen (2000)
- Dune: House Corrino (2001)

### Legends of Dune
- Dune: The Butlerian Jihad (2002)
- Dune: The Machine Crusade (2003)
- Dune: The Battle of Corrin (2004)

### Heroes of Dune
- Paul of Dune (2008)
- The Winds of Dune (2009)
- The Throne of Dune (a publicar)
- Leto of Dune (a publicar)

### Great Schools of Dune
- Sisterhood of Dune (2012)
- Mentats of Dune (2014)
- Navigators of Dune (2016)

### TrilogiaThe Caladan
- Dune: The Duke of Caladan (2020)
- Dune: The Lady of Caladan (2021)
- Dune: The Heir of Caladan (a publicar)

### Dune 7
- Hunters of Dune (2006)
- Sandworms of Dune (2007)

### Duna
(a série original de Frank Herbert)
- Duna (1965)
- O Messias de Duna (1969)
- Os Filhos de Duna (1976)
- O Imperador-Deus de Duna (1981)
- Os Hereges de Duna (1984)
- As Herdeiras de Duna (1985)

## Obras Noutras Plataformas

### Filmes
- Dune (filme) - 1984
- Dune (filme) - 2020
- Dune: Part Two - 2024

### Séries
- Dune, a minissérie, realizado pelo Sci-Fi Channel baseado no livro, com 6 horas de duração.
- Children of Dune, continuação da minissérie realizada pelo Sci-Fi Channel, baseada nos livros "O Messias de Duna" e "Os Filhos de Duna."
- Dune: Prophecy, minissérie realizada no mesmo universo do filme de 2020 de Denis Villeneuve.

### Jogos
- Dune Primeira adaptação das obras de Frank Herbert para jogo de computador, é vista como a mais imersiva.
- Dune II Um dos pioneiros da "Estratégia em tempo real" este jogo não foi desenvolvido pelos mesmos de Dune, não tem jogabilidade semelhante nem segue a acção pelo que a denominação de sequela é contestada.
- Dune 2000 "Remake" de Dune II, usando tecnologia actualizada.
- Emperor: Battle for Dune
- Dune Awekening: Um mundo aberto de sobrevivência MMO, ascenda na busca pela água e construa abrigos contra as tempestades de areia. Controle o crescimento da especiaria no topa dos sistemas ecológicos de Arrakis. Possível estreia em 2023 (sem data de lançamento ainda) da Funcom.

## Planetas do Universo Duna
(Ordenados segundo o estatuto dez mil anos antes dos acontecimentos de "Duna")

### Planetas Alinhados
- Balut, é um planeta da Liga dos Planetas administrado por um patriarca.
- Chusuk, é o quarto planeta do sistema Theta Shalish. Chamado também de planeta musical pela qualidade dos instrumentos musicais.
- Giedi Prime, é o planeta de Oficio B, lar da casa Harkonnen. É um planeta com baixa luminosidade (um quarto do nosso sol). Rico em recursos minerais e tem ecologia destruída pela mineração. É um planeta de viabilidade mediana, com espectro fotossintético de baixa atividade.
- Ginaz a casa da formosa escola de Mestre de Armas de Ginaz e sede da casa Ginaz.
- Hagal, Chamado de planeta das Joias, segundo planeta do sistema Theta Shaowei. No tempo de Shaddam I foi minerado.
- Junction
- Kaitain, tem quatro luas sempre com bom clima devido ao controle de tempo através de satélites de tempo no planeta. Planeta capital do Império e sede do poder da casa Corrino. Foi escolhida como nova capital depois de Salusa Secundus se tornar inabitável pelo ataque nuclear.
- Kirana III
- Komider
- Pincknon
- Portrin, é o terceiro planeta de Epsilon Alangue, é considerado pelos peregrinos Zensunni  como seu planeta de origem e também é o planeta da casa de Tio Holtzman.
- Relicon
- Ros-Jal
- Rossak, é o quinto planeta de Alce Menor. Foi um lugar de parada dos andarilhos Zensunni e a precedora da droga água da vida foi descoberto neste planeta.

As mulheres de Rossak tinham habilidades psíquicas extraordinárias. Das "Mágicas de Rossak" sugiram depois a Ordem das Bene Gesserit. Fonte de inúmeras drogas.
- Salusa Secundus, é o terceiro planeta do sistema Gamma Waiping a sede da casa Corrino. Depois que foi devastado pelos atômicos no Jihad Butleriano tornou-se planeta prisão do Imperio e centro de treinamento das tropas Sardaukar. Salusa Secundus também foi o segundo ponto de parada dos andarilhos Zensunni.
- Seneca
- Vertree Colony
- Zanbar, é um proeminente mercado de escravos.

### Planetas Sincronizados
- Alpha Corvus era do mundo sincronizado até o ataque de atômicos pelos humanos contra as maquinas pensantes. Em 88 B.G. uma expedição encontrou sobreviventes do holocausto nuclear.
- Bela Tegeuse é o quinto planeta do sistema Kuentsing: terceira parada ma migração forçada dos Zensunni. Esta sempre coberto de nuvens.

Durante a guerra santa era o ponto de apoio dos Cymeks. Em 707 B.G. os Cymeks abandonaram o planeta, mataram os Cognitores da torre de marfim e conquistaram o planeta Hessra para garantir o eletrafluido para seus cérebros dentro dos recipientes.
- Corrin é um planeta do sistema Sigma Draconis. Até 88 B.G. Corrin era um mundo sincronizado e a última fortaleza das maquinas pensantes. Nesta data ocorreu a batalha que estabeleceu a ascensão da Casa governante de Salusa Secundus
- Earth(Planeta Terra), a história deste planeta perdeu-se com o passar dos milénios.
- Ix é o nono planeta do sistema Alkaurops. Herdou seu nome devido ao sistema numeral romano e é o nono planeta do sistema. Produz maquinas complexas e diversas vezes correu risco de ser proscrito devido ao Jihad Butleriano. Casa Vernius comandava IX cujo competidor é o planeta Richese.
- Parmentier
- Quadra
- Richese
- Richese é o quarto planeta do sistema Eridani A, especializado em cultura mecânica minitorizada rivalizando com IX. Tem lua artificial criada para pesquisas científicas e indústrias orbita em torno do planeta.
- Ularda
- Walgis,O planeta Walgis fazia parte dos mundos sincronizados até ser destruídos por atômicos. Em 88 B.G. uma expedição encontrou humanos sobreviventes. Local da primeira rebelião dos Hrethgir.
- Wallach IX é o nono planeta do sistema Laoujin onde se localiza a escola principal das Bene Gesserit.
- Yondair é um planeta com anel e é o maior planeta do sistema Yondair. Foi o primeiro planeta que foi libertado por Vorian Atreides das maquinas pensantes.

### Planetas não alinhados
- IV Anbus
- Arrakis (ou Rakis a partir do 3º livro da trilogia original) é o 3º planeta da constelação de Canopus conhecido como Duna pelos nativos. Palco de grande parte da saga.[1]
- Buzzell
- Caladan é o terceiro planeta do sistema Delta Pavonis onde nasceu Paul Atreides. Planeta ancestral da casa Atreides.
- Ecaz é o quarto planeta de Alfa Centauri B descoberto em 8112 B.G. O paraíso dos escultores, assim chamado por ser o lar da plantafog, vegetal capaz de ser moldado no local unicamente com a força do pensamento humano. Produz o Verite  um narcótico eliminador da vontade que torna a pessoa incapaz de mentir.

Era um mundo não alinhado que o grande patriaca Iblis Ginjo da Terra do Jihad tentou convencer os de Ecaz a lutar pelo Jihad Butleriano. Planeta sede da casa Moritani.
- Gamont é o terceiro planeta do sistema Niushe, conhecido no império por sua cultura hedonista e exóticas práticas sexuais.
- Hamonthep, Planeta que foi a sexta parada na migração de Zensunni.Há a teoria que ele seja, na verdade, um satélite do sistema Delta Pavonis não mais existente.[1][2]
- Souci
- Tleilax, Planeta do sistema Thalim que é o Centro de Treinamento de Mentats renegados e a casa dos Bene Tleilax.
- Yardin